# Hunger Games (film)
Hunger Games (The Hunger Games) è un film del 2012 co-sceneggiato e diretto da Gary Ross.
La pellicola è l'adattamento cinematografico dell'omonimo romanzo di fantascienza scritto da Suzanne Collins è ambientata in un futuro distopico postapocalittico ed è il primo film del franchise di Hunger Games.

## Trama
La storia è ambientata nella nazione di Panem (un'America postapocalittica) costituita dalla ricca Capitol City e da tredici grandi distretti circostanti, di cui dodici ancora abitati e uno, il tredicesimo, distrutto in tempi remoti ad opera della capitale per via di un tentativo di ribellione che ha coinvolto tutti i distretti. Ogni anno, come punizione per aver scatenato la rivolta, in ogni distretto vengono prelevati un ragazzo e una ragazza, di età compresa tra i dodici e i diciotto anni, per partecipare agli Hunger Games, una competizione nella quale i concorrenti (detti "tributi") combattono fino all'ultimo sangue all'interno di un perimetro molto ampio chiamato "arena". Il controllo totale di questo ambiente viene affidato agli strateghi tramite tecnologie altamente sofisticate, ostacolando i partecipanti e spingendoli a scontrarsi anche grazie ad ibridi o eventi naturali. Al termine dell'evento rimane un solo sopravvissuto, che viene proclamato vincitore. I tributi coinvolti nella manifestazione sono selezionati durante una cerimonia chiamata "Mietitura", che consiste nell'estrazione di due nomi (una femmina e un maschio) fra tutti quelli degli adolescenti residenti in ciascun distretto (età compresa tra i 12 e i 18 anni).
La vicenda ha inizio nel distretto n. 12, il più povero fra tutti i distretti di Panem. Lì vive una ragazza di nome Katniss Everdeen, molto abile nella caccia e nel tiro con l'arco. La ragazza, orfana di padre a causa di un incidente nelle miniere, trascorre gran parte delle proprie giornate in cerca di cibo nei boschi, spesso accompagnata dal suo migliore amico, Gale Hawthorne. In vista dei 74° Hunger Games, durante la mietitura del Distretto 12 viene estratto il nome di Primrose Everdeen, sorella minore di Katniss la quale, pur di salvarle la vita, si offre come sostituta volontaria. Come concorrente maschile viene scelto il figlio del fornaio, Peeta Mellark, conoscente e in passato benefattore di Katniss; la morte del padre di quest’ultima ne aveva gettato la famiglia in rovina, e quest'ultimo contribuì a sfamarla bruciando appositamente del pane, venendo punito dalle percosse della madre, per poterglielo donare in quanto non più vendibile: sebbene tra i due non ci siano più stati altri contatti, il gesto di Peeta non è stato mai dimenticato dalla ragazza.
Peeta e Katniss vengono portati a Capitol City e fanno la conoscenza del loro mentore, Haymitch Abernathy, unico Vincitore ancora in vita del Distretto 12, dipendente dall'alcol a causa dei traumi riportati dopo la sua vittoria e inizialmente riluttante nell'aiutare i due giovani. Egli li istruisce nelle tecniche di sopravvivenza e insiste molto sul valore degli Sponsor, il pubblico tifante, che può inviare doni nell'arena per sostenere alcuni concorrenti. Giunti a Capitol City, Katniss conosce il suo stilista personale Cinna, meno appariscente e vanesio dei suoi concittadini, il quale progetta un costume sensazionale per la cerimonia di apertura, in cui i tributi vengono fatti sfilare su carri trainati da cavalli per le strade della capitale. Katniss e Peeta appaiono infatti indossando delle tute nere aderenti infuocate, scatenando l'entusiasmo degli spettatori e guadagnando alla protagonista il soprannome di "ragazza in fiamme".
Nei giorni successivi, tutti i tributi frequentano sessioni di allenamento per potenziare il fisico e migliorare negli sforzi di resistenza; pochi giorni prima dell’inizio della competizione, ognuno di loro riceve un punteggio (compreso fra 1 e 12) che ne rappresenta la probabilità di vittoria: a Peeta viene assegnato un 8/12, mentre Katniss riceve un 11/12 in seguito ad un'azione ribelle nei confronti del team di Strateghi chiamato a valutarla, poiché considerato indice di coraggio e potenzialità. Ai tributi si dedica anche un’intervista televisiva, condotta dal noto showman Caesar Flickerman; durante la propria, Peeta dichiara inaspettatamente di essere da sempre innamorato di Katniss la quale, non credendogli e pensando che sia una strategia contro di lei, lo aggredisce accusandolo di desiderare unicamente il supporto del pubblico. Durante l'ultima notte prima dell'arena, Peeta confida a Katniss di non voler diventare una pedina dei giochi e che avrebbe lottato per mantenere la sua integrità.
I giochi iniziano e metà dei concorrenti cade durante le prime otto ore. Peeta stringe un'alleanza con il gruppo dei favoriti, tutti provenienti dai distretti più ricchi e giunti volontari agli Hunger Games: Marvel e Glimmer (dal Distretto 1), Cato e Clove (dal Distretto 2), suscitando lo sdegno di Katniss che osserva il branco da sopra un albero. Il gruppo si lancia alla ricerca di Katniss – ucciderla significherebbe liberarsi di un competitore pericoloso. Katniss si allontana progressivamente dal centro dell’arena ma, giunta troppo vicino al perimetro di confine, viene bloccata e ferita da un incendio appiccato dagli Strateghi. Ostacolata da una gamba rimasta ferita da un'ampia ustione, la ragazza viene raggiunta dal gruppo dei favoriti; tuttavia, arrampicandosi con fatica su un imponente albero, riesce a trarsi momentaneamente in salvo. Grazie alla parlantina di Haymitch che porta alcuni Sponsor dalla sua parte, al calar della notte Katniss riceve in dono una medicina per curarsi la bruciatura, inviatale da coloro che tifano per lei.
Il giorno successivo Katniss, ancora sulla cima dell’albero e assediata dai favoriti, viene avvicinata da Rue, una bambina del Distretto 11, che le propone di fare squadra per liberarsi dei cinque ragazzi che le danno la caccia: facendo precipitare un nido di aghi inseguitori (vespe geneticamente modificate) sulla testa degli altri concorrenti, le ragazze li mettono in fuga e si liberano di Glimmer, che muore preda degli insetti. Katniss riesce a recuperare l'arco di quest’ultima ma perde i sensi a causa delle punture inflittele da alcuni aghi inseguitori, non prima di vedere Peeta, tornato indietro sul posto per incitarla a scappare, concludendo che Peeta si è unito ai Favoriti con il solo intento di proteggerla. Katniss si risveglia dopo un paio di giorni grazie alle cure di Rue, che ne ha gestito e curato le ferite e l’ha nascosta dalla vista degli altri partecipanti.
Sapendo che il gruppo dei favoriti custodisce le proprie scorte alimentari nel centro dell’arena, Katniss e Rue escogitano un piano per distruggerle: Rue metterà in atto un diversivo per catalizzare l’attenzione degli avversari su di sé, mentre Katniss si occuperà della distruzione delle provviste. Giunta nei pressi della radura al centro dell’arena, la ragazza scopre che i favoriti hanno accatastato le loro scorte all’interno di un campo minato, e lo sfrutta per distruggere la catasta: lacerando con una freccia un sacchetto di mele, fa precipitare i frutti su una mina che, esplosa, innesca la detonazione di tutte le altre. In fuga dal gruppo dei favoriti, Katniss viene raggiunta dalle urla impaurite di Rue che, intrappolata in una rete, tenta di attirare l’attenzione dell’amica per farsi liberare. Sfortunatamente, le grida della bambina richiamano anche Marvel, che la trafigge con una lancia per poi essere colpito e ucciso da una freccia di Katniss. Ferita a morte, Rue chiede a Katniss di cantarle una canzone mentre si abbandona fra le sue braccia.
Distrutta dalla morte della bambina, Katniss si abbandona alle lacrime e mette a repentaglio la propria incolumità per dare un congedo decoroso al corpo dell’amica. Conscia di essere costantemente ripresa dalle telecamere dell’arena e trasmessa sugli schermi di tutta la nazione, Katniss saluta, con un gesto tipico dei funerali nel suo distretto (le tre dita in mezzo alla mano sinistra rivolte verso l'alto), gli abitanti del Distretto 11, concittadini della concorrente appena deceduta. Questo avvenimento infiamma la regione e scatena una rivolta popolare che viene repressa dalle forze armate della capitale. Per scongiurare il rischio di altre rivolte, il capo degli Strateghi, Seneca Crane, decreta che i vincitori di questa edizione dei giochi potranno essere due, purché provengano dallo stesso distretto. In questo modo egli spera di catalizzare l’attenzione dei telespettatori sullo spettacolo televisivo anziché sulle sue conseguenze: immagina che il popolo si concentrerà sul supportare la coppia di "sfortunati amanti" del distretto 12, Katniss e Peeta, dimenticando l’orrore della manifestazione.
Forte di questo cambio del regolamento, Katniss si lancia alla ricerca di Peeta, che trova mimetizzato sulle rive di un fiume, ferito da un profondo e già infetto colpo di spada ad una gamba, tentativo di Cato di uccidere il ragazzo dopo averlo scoperto ad avvertire Katniss e aver di conseguenza capito della sua intenzione di proteggerla. I due giovani trascorrono la notte al riparo in una grotta; i sentimenti di Peeta emergono per la seconda volta e vengono accolti da Katniss, ma solo per convenienza: la ragazza, incitata anche da Haymitch attraverso un messaggio dall'esterno, sa che il loro amore - veritiero o meno - potrebbe essere un fattore decisivo per l'invio di aiuti tramite Sponsor. Intanto, lo squarcio nella gamba di Peeta non accenna a migliorare.
Per movimentare i giochi, gli Strateghi dispongono diversi oggetti, essenziali a ciascun tributo, in prossimità della cornucopia di metallo situata al centro dell’arena: fra questi, Katniss e Peeta potrebbero trovare la medicina necessaria per far sopravvivere il ragazzo. Per questo motivo Katniss si reca sul posto nonostante le proteste di Peeta, ma viene assalita da Clove, la quale, a seguito di una colluttazione, ha la meglio e la immobilizza. Prima di ucciderla, Clove commette l’errore di deridere Katniss ricordandole la morte di Rue a gran voce, e per questo viene assalita da Thresh, il tributo maschio del Distretto 11, che la uccide sbattendole violentemente la testa contro la Cornucopia. In memoria di Rue, Katniss viene risparmiata, e torna da Peeta per applicargli l'unguento che è riuscita a recuperare. La guarigione del ragazzo si rivela molto rapida, ed in breve tempo riesce ad abbandonare la caverna in cui lui e Katniss avevano trovato rifugio per accompagnare quest'ultima in cerca di cibo. Peeta, disarmato, perlustra il tratto di bosco circostante alla grotta in cerca di vegetali da raccogliere, ma, a causa della sua scarsa conoscenza della natura, racimola solo un gruzzoletto di bacche velenose, spaventando a morte Katniss che lo crede morto dopo aver sentito il colpo di cannone che contrassegna la caduta di ciascun tributo. Fortunatamente è in realtà Faccia di Volpe, il tributo femmina del distretto 5, ad essere morta al posto suo, avendolo derubato di quelle stesse bacche senza che il ragazzo si accorgesse di nulla.
Sopravvissuti solo quattro partecipanti, gli Strateghi decidono di rilasciare nell'arena alcuni mostri geneticamente modificati dall'aspetto di enormi cani, che si gettano all'inseguimento dei tributi e in breve tempo ne uccidono uno: Thresh. Katniss e Peeta, in fuga dalle creature, giungono al centro dell'arena e si arrampicano sulla sommità della cornucopia di metallo, dove trovano l'ultimo concorrente rimasto, Cato, con il quale ingaggiano una violentissima battaglia. I mostri assistono dalla base della cornucopia, ed attendono che qualcuno dei ragazzi precipiti al suolo per poterlo divorare. Katniss e Peeta uniscono le forze e riescono a gettare Cato in pasto agli ibridi, che lo riducono a brandelli. Per risparmiargli l'agonia, Katniss trafigge il collo del ragazzo con una freccia.
Rimasti solo Peeta e Katniss, gli Strateghi invertono nuovamente il regolamento, dichiarando che soltanto un membro della coppia potrà vincere. Dopo aver metabolizzato l'informazione per qualche secondo, i ragazzi si trovano in preda ad un dilemma morale che Peeta tenta di risolvere offrendosi di morire. Katniss, non accettando questa condizione, propone al giovane di far credere che moriranno insieme: Peeta conserva in tasca una piccola quantità di bacche velenose che spartisce con la ragazza. Rendendosi conto che Katniss e Peeta intendono suicidarsi, gli Strateghi, che non possono privare il popolo di un vincitore, annunciano la vittoria di entrambi. Scontento di questo esito, il presidente Snow, vertice del regime che governa Panem, costringe al suicidio il capo degli Strateghi.
Di nuovo a Capitol City, Katniss viene messa in guardia da Haymitch che le confessa i sentimenti di ostilità del regime nei suoi confronti, poiché il minacciato duplice suicidio sul finale dei Giochi è stato percepito come un gesto di sfida e ribellione nei confronti del sistema: mentre Katniss e Peeta ritornano al loro distretto d'origine, celebrati e accolti come eroi, il presidente Snow medita vendetta.

## Personaggi

### Tributi
- Katniss Everdeen: 16 anni. È la protagonista del film. È una ragazza coraggiosa e decisa, oltre che sveglia. Vive nel Distretto 12 insieme a sua madre (di cui si ignora il nome) e la sorella minore Primrose (Prim), a cui vuole molto bene. È molto brava nell'uso dell'arco e caccia nel bosco accanto al suo distretto per guadagnare abbastanza da badare alla famiglia. Quando sua sorella verrà scelta per partecipare agli Hunger Games, i terribili giochi organizzati ogni anno da Capitol City, decide di offrirsi al posto suo e di diventare ella stessa uno dei tributi. Per mano sua moriranno Lux, Marvel e Cato.
- Peeta Mellark: 16 anni. È il secondo personaggio principale del film. È un ragazzo coraggioso, gentile e sincero. Vive nel Distretto 12 e lavora al forno di suo padre. Grazie a questo, è molto forte ed è abile nel combattimento corpo a corpo. Ha diversi fratelli, ma nessuno di essi viene mostrato nel film. Viene scelto insieme a Primrose per partecipare agli Hunger Games, ma al posto di Primrose andrà Katniss. Lui è innamorato di lei sin da piccolo. Nel film non uccide nessun tributo, ma nel libro uccide, anche se come atto di pietà, la ragazza del Distretto 8.
- Rue: 12 anni. È il tributo femmina del Distretto 11. Durante l'addestramento farà amicizia con Max, un ragazzo di 12 anni del Distretto 4, che però morirà al bagno di sangue iniziale. È una ragazzina molto dolce e sveglia. Nell'arena diventerà amica e alleata di Katniss, verso la quale nutrirà una sincera ammirazione e un profondo affetto dato che le ricorda la sorella. Verrà uccisa da Marvel, uno dei favoriti (i tributi più forti) sotto gli occhi di Katniss.
- Cato: 18 anni. È il tributo volontario del distretto 2 e colui che capeggia il gruppo dei favoriti. È un ragazzo presuntuoso, egoista e crudele. È molto bravo nell'uso delle spade e delle lance. Sfrutterà alcuni dei tributi più deboli per arrivare alla vittoria. Sarà responsabile della morte della maggior parte dei tributi:ucciderà infatti il ragazzo del Distretto 6 (Jason), entrambi i tributi del 4 (Max e Marina) , la ragazza dell'8 (nel libro viene uccisa da Peeta) e il ragazzo del 10. Sarà poi ferito gravemente dagli ibridi, e ucciso da Katniss come colpo di grazia per pietà.
- Faccia di Volpe: 15 anni. Il tributo femminile del Distretto 5. Ha capelli rossi e occhi color ambra (azzurri nel film) e per questo viene soprannominata da Katniss "Faccia di Volpe". Anche se lei non utilizzava armi, poteva superare tutti in astuzia nell'arena. Muore mangiando le bacche velenose "Morsi della Notte" rubate a Peeta , salvando così il ragazzo e rendendosi un elemento indispensabile per la rivolta. È l'unico tributo arrivato nella Top 5 a non aver ucciso nessuno. Probabilmente il suo vero nome è Finch.
- Clove: 15 anni. Il tributo femminile del Distretto 2, molto abile con i coltelli. Durante il festino tenta di uccidere Katniss, ma viene a sua volta uccisa da Thresh che, ritenendola l'assassina di Rue (compagna di distretto di Thresh) nel film le sbatte più volte la testa sulla cornucopia, spaccandole il cranio. Nel libro Thresh le sbatte un masso sulla testa, e anche qui morirà.Sia nel libro che nel film morirà lentamente e soffrendo, tanto che riuscirà a chiamare Cato, che poi la terrà in braccio mentre muore. Ha ucciso il ragazzo del Distretto 9 e la ragazza del Distretto 10.
- Thresh: 18 anni. È il tributo maschio del Distretto 11. È un ragazzo coraggioso e caparbio. Anche lui, come Cato, è bravo a usare le spade, ma non le lance. Rimarrà solo per tutto il film. Fin dall'inizio mostra un profondo affetto per Rue, e per questo ucciderà Clove, credendola responsabile della morte di Rue. Mostrerà pietà per Katniss, in nome dell'amicizia tra lei e Rue. Verrà ucciso dagli ibridi o da Cato che andrà a cercarlo per vendicare la morte di Clove. Oltre a Clove ha ucciso anche il ragazzo del Distretto 7, salvando così la vita del ragazzo del Distretto 5, che però verrà ucciso in seguito da Cato.
- Glimmer (Lux nel libro): 17 anni. La ragazza del Distretto 1. Ha fluenti capelli biondi e occhi azzurri. Utilizza l'arco ma, nonostante sia una favorita, non è molto abile con esso. Ma molto brava nel cercare sponsor. Muore quando Katniss fa cadere il nido di Aghi Inseguitori. Ha ucciso solo tributi disarmati: la ragazza del 6 e il ragazzo del 5 (che si era distratto per un istante).
- Marvel: 17 anni. Il ragazzo del Distretto 1, molto abile con le lance. Era tra i tributi favoriti ed è stato lui a uccidere Rue, che Katniss ha vendicato, scagliandogli contro una freccia che lo trafigge al petto, uccidendolo. Oltre a Rue, Marvel ha ucciso il ragazzo del Distretto 8, la ragazza del Distretto 7 e la ragazza del Distretto 9.
- Max: 12 anni. Il ragazzo del Distretto 4 con gli occhi chiari e i capelli rossi. Durante l'addestramento ha fatto amicizia con Rue che aveva la sua stessa età. Nell'arena giunge per primo dentro la Cornucopia, nascondendosi dietro una cassa. Dopo la fine dei combattimenti esce dal suo nascondiglio, ma viene individuato e ucciso da Cato, diventando l'ultimo tributo ucciso nel bagno di sangue.
- Primrose Everdeen: È la sorella minore di Katniss. È una bambina molto dolce, ma timida e insicura. Vuole molto bene a Katniss, ma a differenza di lei non va nella foresta a cacciare. Viene scelta alla sua prima mietitura (12 anni), per partecipare agli Hunger Games, ma Katniss si offre al posto suo, salvandole la vita. Diventerà un'abilissima guaritrice proprio come la madre.

### Altri personaggi
- Gale Hawthorne: È il migliore amico di Katniss. È un ragazzo coraggioso e dall'indole ribelle. Va sempre a cacciare nel bosco insieme a Katniss, guadagnando anch'egli abbastanza per la propria famiglia, composta dalla madre e da alcuni fratelli più piccoli (che però non appaiono). Fin dall'inizio mostra un enorme affetto per Katniss (il suo rapporto con lei è simile a quello di un fratello maggiore, anche se più avanti apparirà evidente il suo innamoramento), e dice chiaramente di odiare gli Hunger Games, proponendo a Katniss di fuggire nel bosco con lei e con le loro famiglie.
- Cinna: È lo stilista del Distretto 12. È un uomo gentile ed educato. Fin dall'inizio nutre un grande affetto per Katniss, ammirando la sua tenacia e il suo coraggio. Grazie a questo, i due diventeranno grandi amici molto in fretta. Si occuperà lui di tutti i vestiti che Katniss indosserà, diventando di fatto l'artefice della sua iniziale popolarità e sarà il primo ad usare il soprannome “la ragazza di fuoco”.
- Haymitch Abernathy: È il mentore del Distretto 12. Ha vinto i cinquantesimi Hunger Games a 16 anni. È un uomo cinico e presuntuoso, ma non davvero malvagio. Ha l'abitudine di bere molto e mostra in generale una scarsa autodisciplina. Inizialmente lui e Katniss non andranno d'accordo, ma poi diventeranno amici e l'aiuterà negli Hunger Games, affezionandosi alla ragazza.
- Effie Trinket: È la presentatrice degli Hunger Games assegnata al Distretto 12. Ha il compito di estrarre i nomi dei partecipanti degli Hunger Games. È una donna vanitosa e spigliata. Sarà molto severa con Katniss, visto quanto lei sembrerà maleducata agli occhi della gente, ma alla fine tiferà per lei e diventerà sua amica.
- Caesar Flickerman: È il presentatore dei tributi e delle notizie sugli Hunger Games. È un uomo presuntuoso, vanitoso e logorroico. Sebbene sembri gentile con i Tributi, in particolare con Katniss, in realtà questo nasconde un'indole cinica ed egoista, difatti non gli interessa minimamente di nessuno di loro. Apparirà solo per dare notizie e non interverrà mai direttamente.
- Coriolanus Snow: È il principale antagonista del film (sebbene non appaia sempre). È un uomo vanitoso, crudele ed egoista. Anziano dittatore, è convinto di essere il padrone di ogni persona che abita a Panem (la nazione in cui si svolge la storia) ed è lui a comandare i Pacificatori (coloro che fanno rispettare la legge nei distretti). Tenterà in ogni modo di obbligare Katniss a non ribellarsi alle regole degli Hunger Games, senza riuscirci.
- Seneca Crane: È il Primo Stratega degli Hunger Games (colui che li organizza). Appare vanitoso ed egoista. Per tutto il film ostacolerà Katniss, ma solo perché glielo ordina Snow. Verrà condannato a morte per aver ceduto al "ricatto" di Katniss e Peeta consentendo la sopravvivenza di due vincitori.

## Produzione

### Sviluppo
Nel marzo 2009, Lions Gate Entertainment (nota come Lionsgate) stipulò un accordo di co-produzione per Hunger Games con la società di produzione di Nina Jacobson, Color Force, che aveva acquisito i diritti di distribuzione mondiale del romanzo poche settimane prima, per una cifra riportata di 200.000 dollari. Allison Shearmur e Jim Miller, rispettivamente presidente e vicepresidente senior della produzione cinematografica di Lionsgate, supervisionarono la produzione del film, definendolo "una proprietà incredibile... un'emozione da portare a casa a Lionsgate". Lo studio, che non realizzava profitti da cinque anni, tagliò i budget di altre produzioni e vendette beni per assicurarsi un finanziamento di 88 milioni di dollari per il film. L'agente di Suzanne Collins, Jason Dravis, commentò che "loro [Lionsgate] avevano tutti tranne il cameriere che ci chiamava" per garantire il franchising. Successivamente, Lionsgate ottenne agevolazioni fiscali per 8 milioni di dollari scegliendo di girare il film in Carolina del Nord. Tra i registi presi in considerazione figuravano Gary Ross, Sam Mendes, David Slade, Andrew Adamson, Susanna White, Rupert Sanders e Francis Lawrence, ma alla fine, nel novembre 2010, fu annunciato che Ross avrebbe diretto il film. Ross si interessò al progetto dopo che il suo agente gli comunicò che un adattamento cinematografico di Hunger Games era in fase di sviluppo; avendo sentito parlare del romanzo grazie ai figli che lo leggevano, Ross lo lesse rapidamente e chiamò il suo agente per dirle che voleva quel lavoro.

### Casting
Ross aveva un’idea generale su chi volesse scritturare per alcuni ruoli, ma lo studio insistette affinché si tenessero delle audizioni, cosa che lui accettò. Definì il casting di Katniss Everdeen, Peeta Mellark e Gale Hawthorne come "onestamente facile". Lionsgate confermò, nel marzo 2011, che circa 30 attrici avevano sostenuto un’audizione o fatto una lettura per il ruolo di Katniss Everdeen, tra cui Hailee Steinfeld, Abigail Breslin, Emma Roberts, Alyson Stoner, Saoirse Ronan, Chloë Grace Moretz, Jodelle Ferland, Lyndsy Fonseca, Emily Browning, Shailene Woodley, Kaya Scodelario e Troian Bellisario. Il 16 marzo 2011 fu annunciato che Jennifer Lawrence (all'epoca impegnata nelle riprese di X-Men - L'inizio) aveva ottenuto il ruolo. Ross, colpito dalla sua performance - affermò che Lawrence "aveva fatto saltare le porte della stanza" - la descrisse come dotata di "un'incredibile sicurezza in sé stessa: si aveva la sensazione che quella ragazza sapesse esattamente chi fosse. Poi è entrata, ha letto per me, e mi ha lasciato senza parole; non avevo mai visto un’audizione simile in vita mia. È stato uno di quei momenti in cui riesci a intravedere l’intero film davanti a te".

## Colonna sonora
L'album dal titolo The Hunger Games: Songs from District 12 and Beyond contiene 16 tracce. Prodotto da T Bone Burnett, vede la partecipazione di un nutrito gruppo di artisti. Le canzoni, tutte inedite, scritte ed ispirate alla serie di Hunger Games, sono interpretate, tra gli altri, da Taylor Swift, dagli Arcade Fire, dai Maroon 5 e dai The Decemberists.
La colonna sonora è composta da James Newton Howard, autore delle musiche per tutti e quattro i film della saga.

## Promozione
All'inizio di settembre 2011 la casa di produzione ha aperto un sito web, www.TheCapitol.pn, collegato alla campagna virale del film. Il sito utilizza l'indirizzo .pn che nella finzione del film appartiene a Panem e nella realtà alle Isole Pitcairn. Poiché nelle settimane successive il sito si è rivelato poco attivo, alcuni fan hanno deciso di lanciare un proprio sito web, panemoctober.com, nel quale gli utenti iscritti venivano assegnati ad uno dei 12 distretti che compongono lo Stato di Panem e possono interagire tra loro come i personaggi del film.
Il primo trailer del film è stato distribuito il 14 novembre 2011.

## Distribuzione

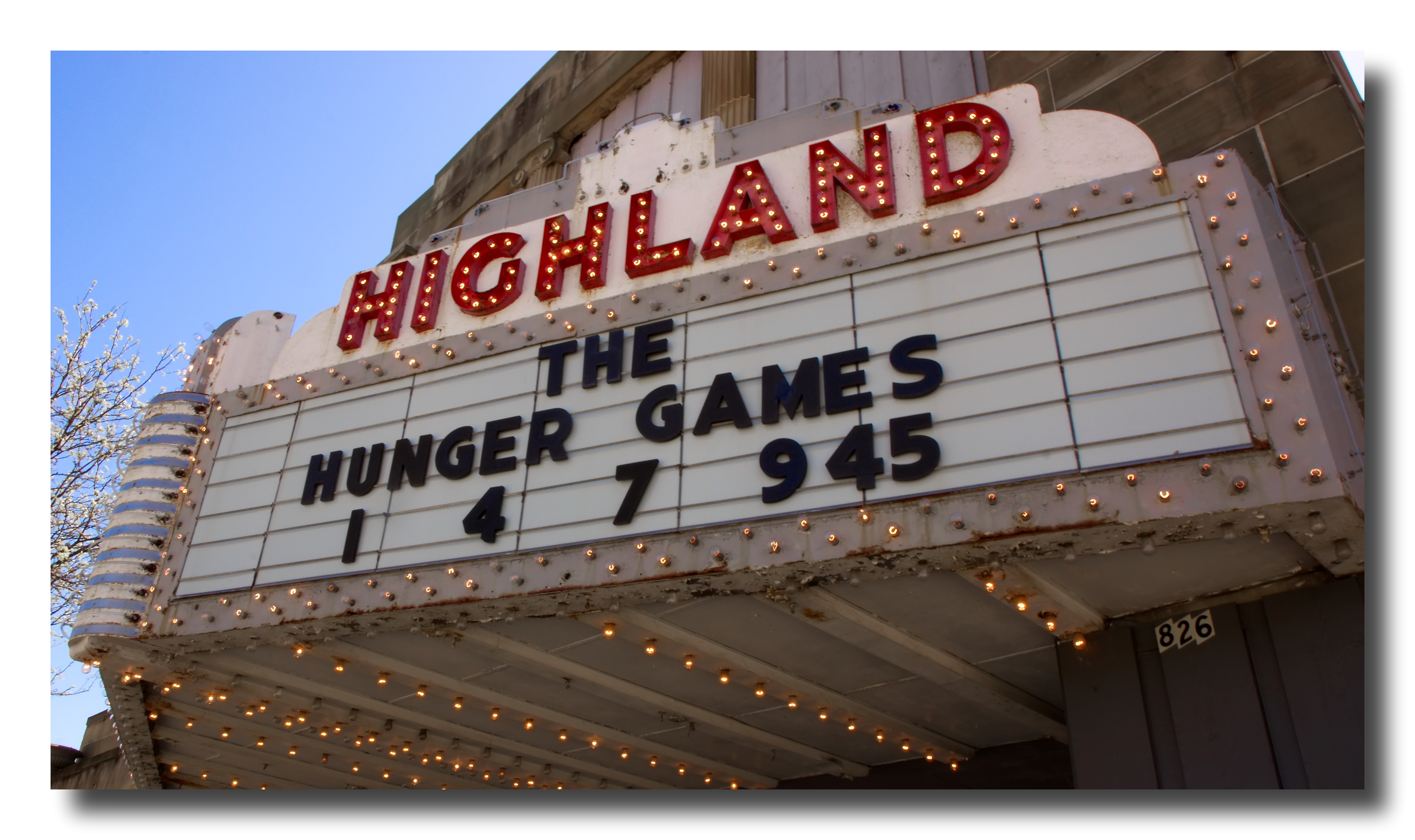
Hunger Games distribuito in un cinema il 6 aprile 2012

Il film è stato distribuito nelle sale cinematografiche statunitensi il 23 marzo 2012. In Italia l'uscita è avvenuta il 1º maggio 2012.

### Edizioni home video
Il film è stato distribuito in DVD e Blu-ray Disc il 18 agosto 2012 in Nord America e nei Paesi Bassi. I contenuti extra includono The World is Watching: Making The Hunger Games, numerose featurette, il video di propaganda nella sua versione integrale, una conversazione con il regista Gary Ross e con Elvis Mitchell, oltre a un archivio di materiali promozionali.
Nel primo fine settimana di distribuzione, Lionsgate ha riferito che sono state vendute 3,8 milioni di copie del film in DVD e Blu-ray Disc, di cui oltre un terzo in formato Blu-ray. Tre settimane dopo l'uscita nei formati home video negli Stati Uniti, le vendite avevano superato i 5 milioni di DVD e i 3,7 milioni di Blu-ray Disc. Con 10.336.637 unità vendute entro la fine dell'anno, il film è diventato l'home video più venduto del 2012. L'intera saga di Hunger Games è stata pubblicata in formato Blu-ray 4K UHD l'8 novembre 2016.

## Accoglienza

### Incassi
Costato 78 milioni di dollari, ha stabilito il record per il miglior esordio negli USA di un film non-sequel con 152,5 milioni di dollari, registrando il terzo miglior dato di sempre dopo Harry Potter e i Doni della Morte - Parte 2 (168 milioni di dollari) e Il cavaliere oscuro (158 milioni di dollari). In tutto il mondo ha incassato oltre 214 milioni di dollari in un fine settimana.
In totale, Hunger Games ha incassato 408010692 $ in Nord America e 287209927 $ nel resto del mondo, per un totale di 695220619 $. È stato il terzo film più visto della saga.

### Critica
Il film è stato accolto da recensioni positive dalla critica e dal pubblico. Sul sito di recensioni Rotten Tomatoes ha l'84% di gradimento basato su 314 recensioni professionali, con un voto medio di 7.2 su 10 e il commento "Emozionante e superbamente recitato, Hunger Games cattura la violenza drammatica, emozione allo stato puro, e la portata ambiziosa del romanzo originale". Su Metacritic ha un voto medio di 68 su 100 basato su 49 recensioni, mentre su TV.com un punteggio dell'8,4 su 10. Su IGN ha ottenuto quattro stelle su cinque, ed è stato definito un film "riflessivo e a tratti molto commovente, alla cui ambientazione cupa è stato dato il giusto peso". Fox News definì il film "eccellente", e alcuni critici, tra cui le riviste Empire e The Hollywood Reporter, lodarono la recitazione di Jennifer Lawrence e del resto del cast principale. Nonostante i giudizi largamente positivi, il film fu criticato da alcuni così come il romanzo originale per la sua somiglianza con altre opere, come il film italiano La decima vittima, il romanzo Battle Royale e il suo adattamento cinematografico, e il racconto La lotteria.

## Riconoscimenti
- 2012 - MTV Movie Awards
  - Migliore performance maschile (Josh Hutcherson)
  - Miglior performance femminile (Jennifer Lawrence)
  - Miglior combattimento
  - Miglior trasformazione su schermo (Elizabeth Banks)

## Sequel
Dal film hanno avuto origine due sequel: Hunger Games - La ragazza di fuoco (2013) e Hunger Games: Il canto della rivolta suddiviso in Parte 1 (2014) e Parte 2 (2015).
Il primo è uscito il 27 novembre 2013. Le riprese hanno avuto inizio ufficialmente il 10 settembre 2012 con il termine fissato per dicembre 2012. Le riprese si sono svolte ad Atlanta e alle Hawaii. Alla regia non è tornato Gary Ross, bensì Francis Lawrence. Il 22 febbraio 2013 è iniziata ufficialmente la campagna promozionale del film, con il lancio del primo poster del Tour della Vittoria che Katniss e Peeta dovranno intraprendere nei 12 distretti di Panem, mentre il 4 marzo è uscito il primo Character Poster raffigurante Effie, seguito nei giorni successivi da quelli degli altri protagonisti del secondo capitolo.
Il secondo sequel è diviso in due parti. La prima, Hunger Games - Il canto della rivolta - Parte 1 (The Hunger Games: Mockingjay - Part 1), è uscito nel 2014, mentre la seconda, Hunger Games - Il canto della rivolta - Parte 2 (The Hunger Games: Mockingjay - Part 2), nel 2015. Entrambi sono diretti da Francis Lawrence.

## Prequel/spin-off
Nel mese di dicembre 2015 è stato confermato dalla Lionsgate che c'è l'intenzione di creare un prequel e un sequel della saga, nel quale verranno coinvolti anche alcuni personaggi dei precedenti film.
Nel mese di maggio 2020 è stato pubblicato da Suzanne Collins, il libro prequel/spin-off intitolato Ballata dell'usignolo e del serpente ambientato sessantaquattro anni prima rispetto alle vicende della serie originale e racconta il trascorso giovanile di Coriolanus Snow, futuro presidente di Panem.
Nell'aprile 2020, Collins e Lionsgate hanno confermato che erano in corso gli incontri per lo sviluppo del film. È stato confermato il regista Francis Lawrence dopo il suo successo con la trilogia di Hunger Games. Lo sceneggiatore sarà Michael Arndt, con Nina Jacobson e l'autrice Suzanne Collins come produttori. Nell'aprile 2022 è stato annunciato al CinemaCom di Las Vegas che uscirà nelle sale cinematografiche statunitensi il 17 novembre 2023.
L'adattamento cinematografico del libro è uscito nel mese di novembre 2023 nei cinema italiani ed esteri. Il film Hunger Games - La ballata dell'usignolo e del serpente ha come regista Francis Lawrence (regista anche degli altri film relativi alla serie di Hunger Games). Lo sceneggiatore è Michael Arndt, con Nina Jacobson e l'autrice Suzanne Collins come produttori.